# Dream of Christmas
Dream of Christmas (englisch für „Traum von Weihnachten“) ist ein Weihnachtslied des deutschen Synthiepop-Sängers Peter Heppner.

## Entstehung und Veröffentlichung
Geschrieben wurde das Lied gemeinsam von Peter Heppner, Lothar Mannteuffel und Dirk Rieger. Das Arrangement und die Produktion erfolgte unter der Leitung von Thommy Hein.
Die Erstveröffentlichung von Dream of Christmas erfolgte als Einzeldownload über Facebook am 7. Dezember 2012. Hierbei handelt es sich um keine herkömmliche Singleauskopplung, das Lied wurde lediglich zu Promotionzwecken, als Weihnachtsgeschenk für alle Heppner-Fans, als Freetrack veröffentlicht. Neben der englischsprachigen Version folgte zeitgleich die Veröffentlichung einer deutschsprachigen Version mit dem Titel Traum von Weihnachten. Beide Versionen wurden jährlich zur Weihnachtszeit, zwischen den Jahren 2012 bis 2015, zum kostenlosen Download gegen ein „gefällt mir“ auf der offiziellen Facebookseite Heppners angeboten. Der Titel wurde bis heute auf keinem offiziellen Album Heppners veröffentlicht.

## Hintergrund
Peter Heppner spielte das Lied erstmals live während eines Konzertes in der Straße E in Dresden am 23. November 2012. Während seiner My Heart of Stone Tournee, die im November 2012 begann und sich bis März 2013 zog, spielte er Dream of Christmas bei allen seinen Konzerten, die zur Adventszeit im November und Dezember 2012 stattfanden.

## Inhalt
Der Liedtext zu Dream of Christmas ist in englischer Sprache; der Liedtext zu Traum von Weihnachten in deutscher Sprache verfasst. Die Instrumentalkomposition stammen von Lothar Mannteuffel und Dirk Riegner, die Gesangskomposition von Peter Heppner. Musikalisch bewegt sich das Lied im Bereich des Synthiepops. Aufgebaut ist das Lied aus zwei Strophen, einem Refrain zwischen den beiden Strophen und einem sich mehrfach wiederholender Refrain nach der zweiten Strophe.
Im Lied geht es um positiven Eigenschaften, die die Zeit rund um Weihnachten mit sich bringt. Wiederholt fällt die Aussage, dass Heppner sich die Weihnachtszeit mit seinen positiven Wirkungen herbeisehnt und sich eine friedvolle und wohlklingende Welt wünscht.
| “I wished it was christmas time, all around. Peaceful and sound, it would be…” – Dream of Christmas, Originalauszug | „Ich wünscht es wär Weihnachtszeit, rundherum. Friedlich und stumm, wird es sein.“ – Traum von Weihnachten, Originalauszug |

## Musikvideo
Das Musikvideo zu Dream of Christmas wurde am 28. November 2012 am Bremer Marktplatz gedreht und feierte seine Premiere auf YouTube am 25. Dezember 2012. Zu sehen sind abwechselnd Szenen von Passanten, die den dort ansässigen Weihnachtsmarkt besuchen und Ausschnitte Heppners, während eines Konzertes im Bremer Schlachthof. Das Video endet mit der Aussage „Schenkt Liebe und vertragt euch. Peter Heppner“. Die Gesamtlänge des Videos beträgt 3:25 Minuten. Wie schon bei den Musikvideos zu Glasgarten und der vorangegangenen Singleveröffentlichung Meine Welt führte erneut Ulrike Rank Regie.

## Mitwirkende
| Liedproduktion - Thommy Hein: Arrangement, Musikproduzent - Peter Heppner: Gesang, Liedtexter - Lothar Mannteuffel: Komponist - Dirk Riegner: Komponist | Visualisierung - Ulrike Rank: Regisseur (Musikvideo) |

## Rezeption
Rezensionen
Der deutschsprachige Internetauftritt Rezianer – Die Welt der dunklen Musik bezeichnete Dream of Christmas als melancholisches Lied, in dem Heppner sehr emotional seine Sicht auf die Weihnachtszeit besinge und sich eine friedvolle und wohlklingende Welt wünsche.
Die deutschsprachigen Online-Magazine Monkeypress und Terrorverlag beschrieben Dream of Christmas als „Passend zur Jahreszeit“ beziehungsweise der „Jahreszeit angemessenen“ Titel.
Die Sächsische Zeitung kommentierte anlässlich des Konzerts Heppners im November 2012, bei dem Dream of Christmas gespielt wurde: „Zum Schluss wurde es gar noch weihnachtlich: Heppner servierte seinen neuesten Song ‚Dream Of Christmas‘ – ein Finale zum Feuerzeugschwenken.“
Kommerzieller Erfolg
Am 23. November 2019 war die deutschsprachige Version Traum von Weihnachten Teil der Hörfunksendung Lovesongs – Vorweihnachtliche (Mentale) Einstimmung des Hamburger Internetradiosenders ByteFM. Im Folgemonat, am 25. Dezember 2019, war Dream of Christmas Teil des österreichischen Sendungsprojektes Mitternachtsreigen, einem Sendeprojekt, welches sich mit Themen aus und um die schwarze Szene beschäftigt.
Auf Grund der Tatsache, dass das Lied zum kostenlosen Download zur Verfügung gestellt wurde, konnte sich das Lied in keinen offiziellen Charts platzieren, genaue Download- und Verkaufszahlen sind ebenfalls nicht bekannt.